# Covarachía
Covarachía là một thị xã và đô thị ở Departamento của Colombia Boyacá, thuộc phân vùng Northern Boyacá.